# Alexandre Sergueïevitch Stroganov
Le comte Alexandre Sergueïevitch Stroganov (en alphabet cyrillique : граф Александр Сергеевич Строганов), né le 3 janvier 1733 à Moscou, mort le 27 septembre 1811 à Saint-Pétersbourg, est un homme d'État russe qui fut membre du Conseil d'État, sénateur, conseiller privé (15 septembre 1811), grand chambellan (1797), collectionneur et philanthrope. Il fut le plus grand propriétaire terrien et le plus riche des membres de la famille Stroganov.

## Famille

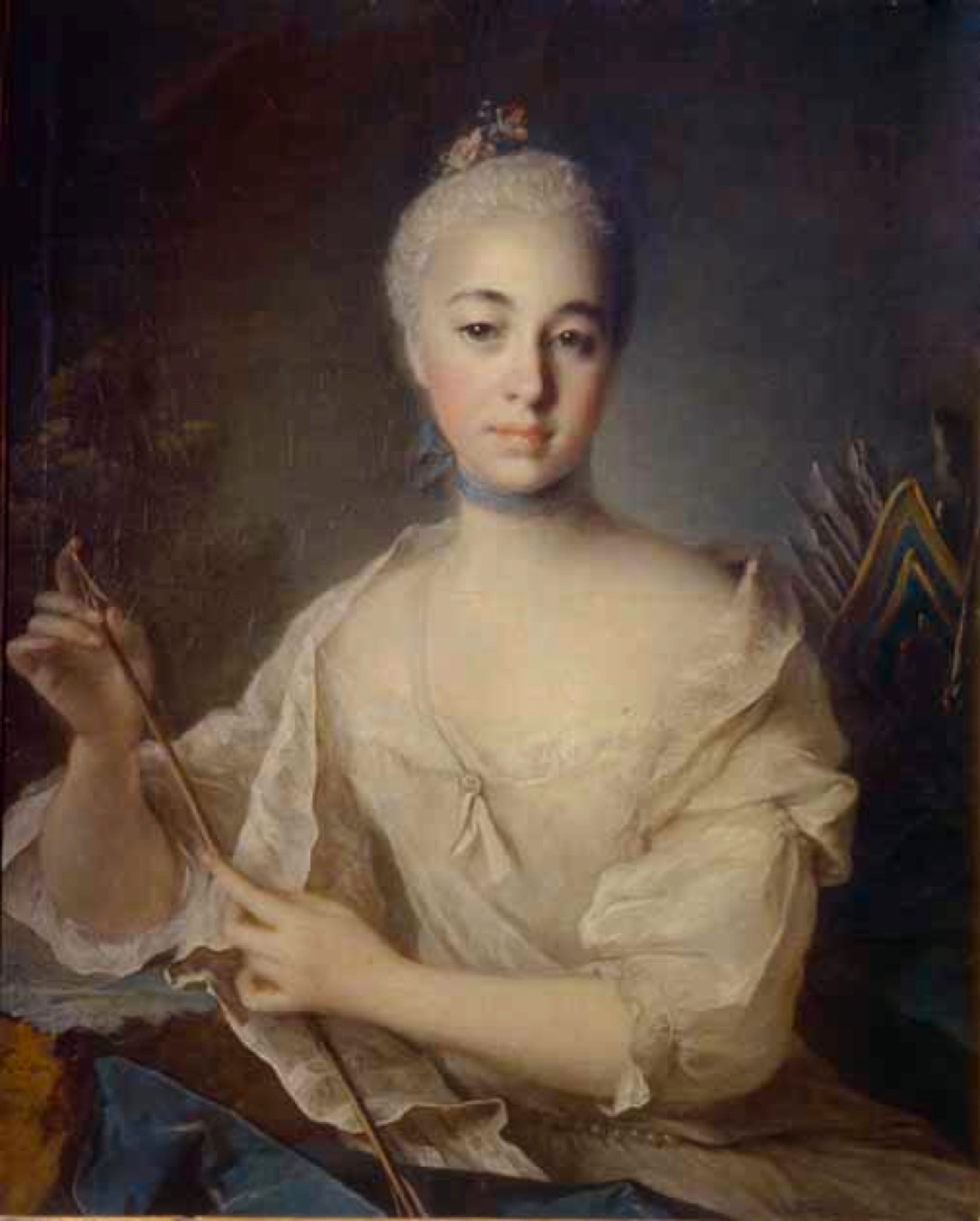
La princesse Anna Mikhaïlovna Vorontsova vers 1758, une œuvre du peintre Louis Tocqué (1696-1772)

Fils unique du baron Sergueï Grigorievitch Stroganov et de son épouse Sofia Kirillovna Narychkina.
Le 18 février 1758, il épousa la princesse Anna Mikhaïlovna Vorontsova (1743-1769), qui était la fille du comte Mikhaïl Illarionovitch Vorontsov. Le couple se sépara en 1764 et ils divorcèrent le 7 février 1765.
Le 27 juillet 1769, il épousa Iekaterina Petrovna Troubetskaïa, fille du prince Piotr Nikititch Troubetskoï et de son épouse, née princesse Natalia Ivanovna Khonvanskaïa. En 1779, elle quitta son époux pour Ivan Nikolaïevitch Rimski-Korsakov.

### Deux enfants naquirent de cette dernière union
- Pavel Alexandrovitch Stroganov (1772-1817)
- Sofia Alexandrovna Stroganova : (1776-1794)

## Biographie

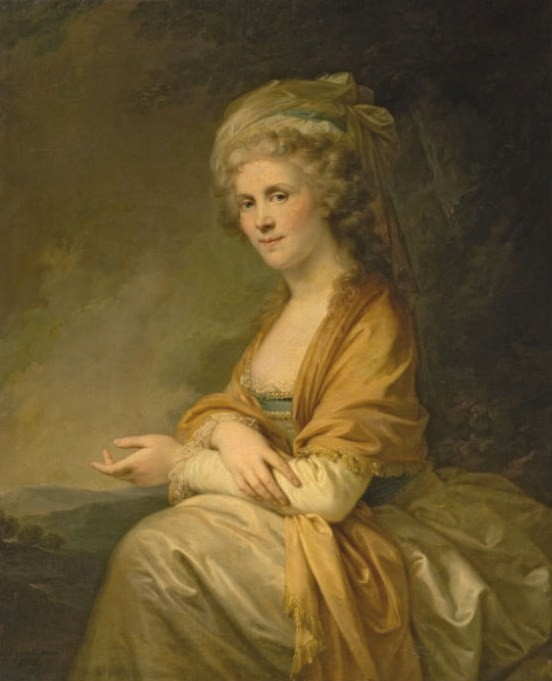
Portrait de la princesse Iekaterina Petrovna Troubetskaïa, seconde épouse du comte Alexandre Sergueïevitch Stroganov, œuvre du peintre Jean-Baptiste Lampi - Musée Russe.

### Jeunesse
Le jour de sa naissance, il fut inscrit dans un régiment de la Garde impériale.
Le jeune Alexandre Sergueïevitch reçut une solide éducation au palais Stroganov. En 1752, obéissant à la volonté de son père, il poursuivit ses études à l'étranger et en 1752, il suivit des conférences aux universités de Berlin, Hanovre et Genève. En 1754, il se rendit à Bologne où il acquit des connaissances sur les trésors artistiques de l'Italie. En 1756, à Paris, il étudia la chimie, la physique et la métallurgie. Lors de son séjour dans la capitale française, il fréquenta des loges maçonniques et  des martinistes où il fit la connaissance de Voltaire. Au cours de son séjour à l'étranger, il hanta les salles de ventes, les collections privées, tout particulièrement celle du duc de Choiseul et du prince de Conti. Il enrichit sa famille de nouvelles collections de tableaux, de sculptures et autres objets d'art qui sera connue dans toute l'Europe. Il côtoya des artistes français tels que : Jean-Baptiste Greuze, Horace Vernet, Jean-Antoine Houdon. Dans ses lettres, son père lui donnait ce conseil : « Laisse aux Français le soin de t'apprendre la danse ».

### De retour en Russie

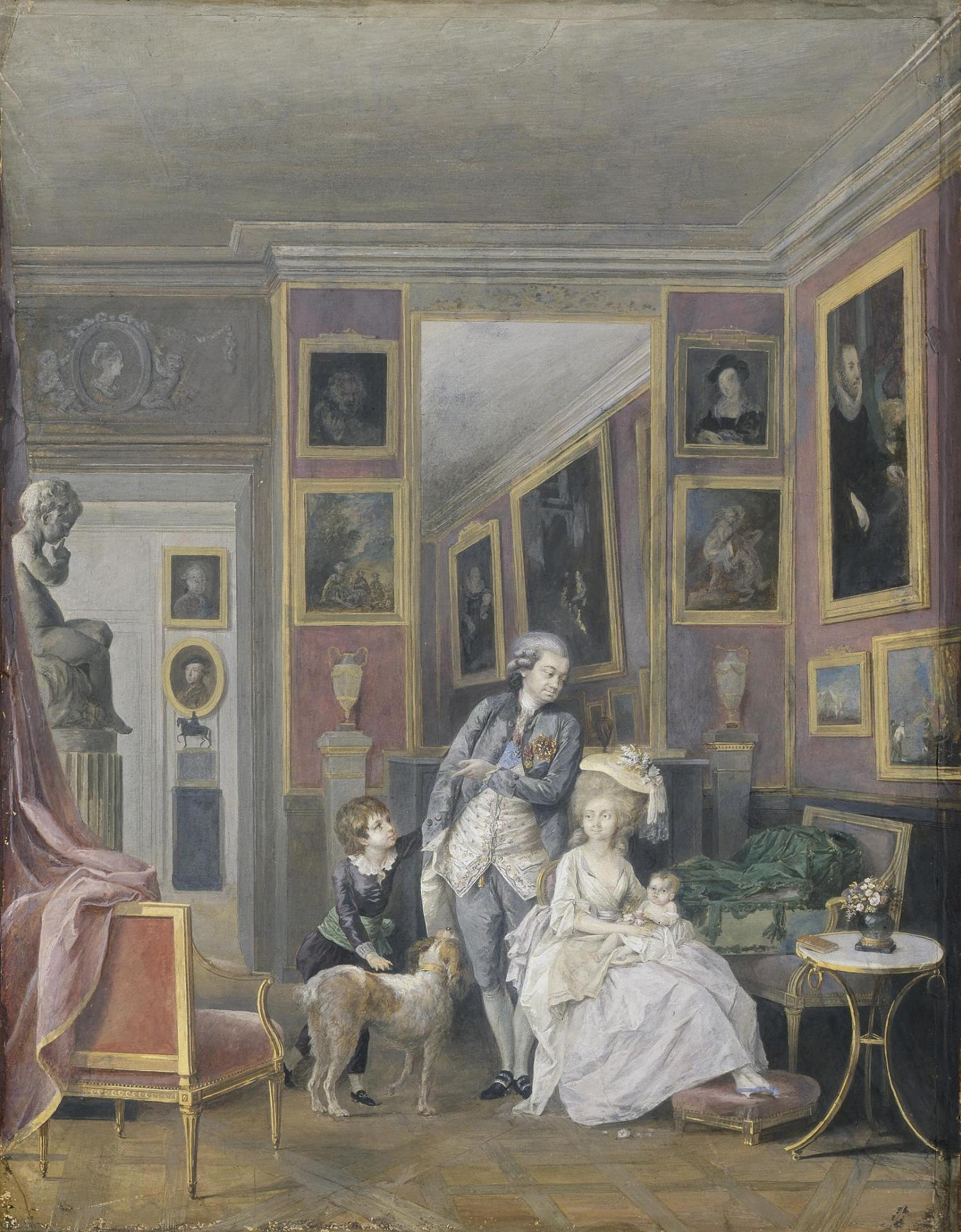
Le comte Alexandre Sergueïevitch Stroganov, son épouse, née Iekaterina Petrovna Troubetskaïa, ses enfants : Pavel Alexandrovitch et Sofia Alexandrovna, peinture de l'École française, Musée de l'Ermitage.

En 1757, après une longue séparation, son père exhorta son fils à rentrer en Russie. Celui-ci avait en outre des projets de mariage pour son fils. Le 18 février 1758, Alexandre Sergueïevitch épousa princesse Anna Mikhaïlovna Vorontsova. Le jour de ses fiançailles, l'impératrice le nomma chambellan. Après le décès de son père survenu en 1756, il continua la décoration du palais Stroganov.

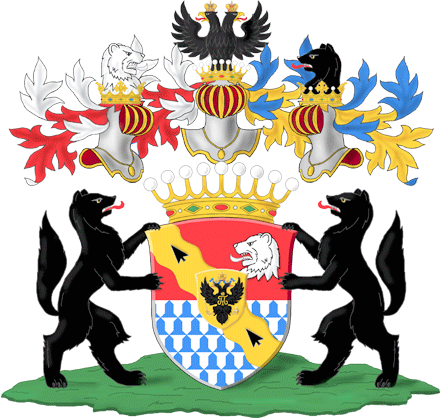
Blason des comtes palatins de la famille Stroganov

De retour en Russie, il fut l'un des proches d'Élisabeth Ire de Russie. L'impératrice l'envoya à la cour des Habsbourg d'Autriche. Le 29 mai 1761, l'empereur François Ier d'Autriche lui conféra la dignité de comte palatin. L'empereur autrichien parlait du baron en ces termes : « voici un homme qui dépense sans compter et fait tout pour se ruiner, mais sans y parvenir » !
Le coup d'État renversant l'empereur Pierre III laissa des traces dans la vie conjugale du ménage Stroganov : l'épouse d'Alexandre Sergueïevitch comme son père étaient partisans de l'empereur détrôné. Quant à  Alexandre Sergueïevitch, il apportait son soutien à l'impératrice Catherine II. En 1764, la comtesse Stroganov se sépara de son époux et regagna le domicile paternel. Le couple divorça le 7 février 1765.
Catherine le Grande le nomma sénateur,
En 1766, au sein de la commission de l'élaboration du nouveau code de lois, le baron Stroganov préconisa l'ouverture d'écoles pour les paysans.
Le 27 juillet 1769, il épousa la princesse Iekaterina Petrovna Troubetskaïa. Le couple séjourna sept ans à Paris. Alexandre Sergueïevitch enrichit sa collection de peintures et d'art appliqué. Leurs enfants Pavel (Paul) et Sofia naquirent au cours de leur séjour dans la capitale française. En 1779, le couple était de retour en Russie. À la Cour, le baron fut une fois de plus confronté à une terrible tragédie. Son épouse s'éprit d'Ivan Nikolaïevitch Rimski-Korsakov (1734-1831) de dix ans son cadet et ancien favori de Catherine II. Elle quitta donc son époux et ses enfants et s'installa avec son amant à Saratov, puis à Moscou. Le divorce fut prononcé quelques années plus tard. Le baron fut contraint de céder une maison, de l'argent et le domaine de Bratsevo.

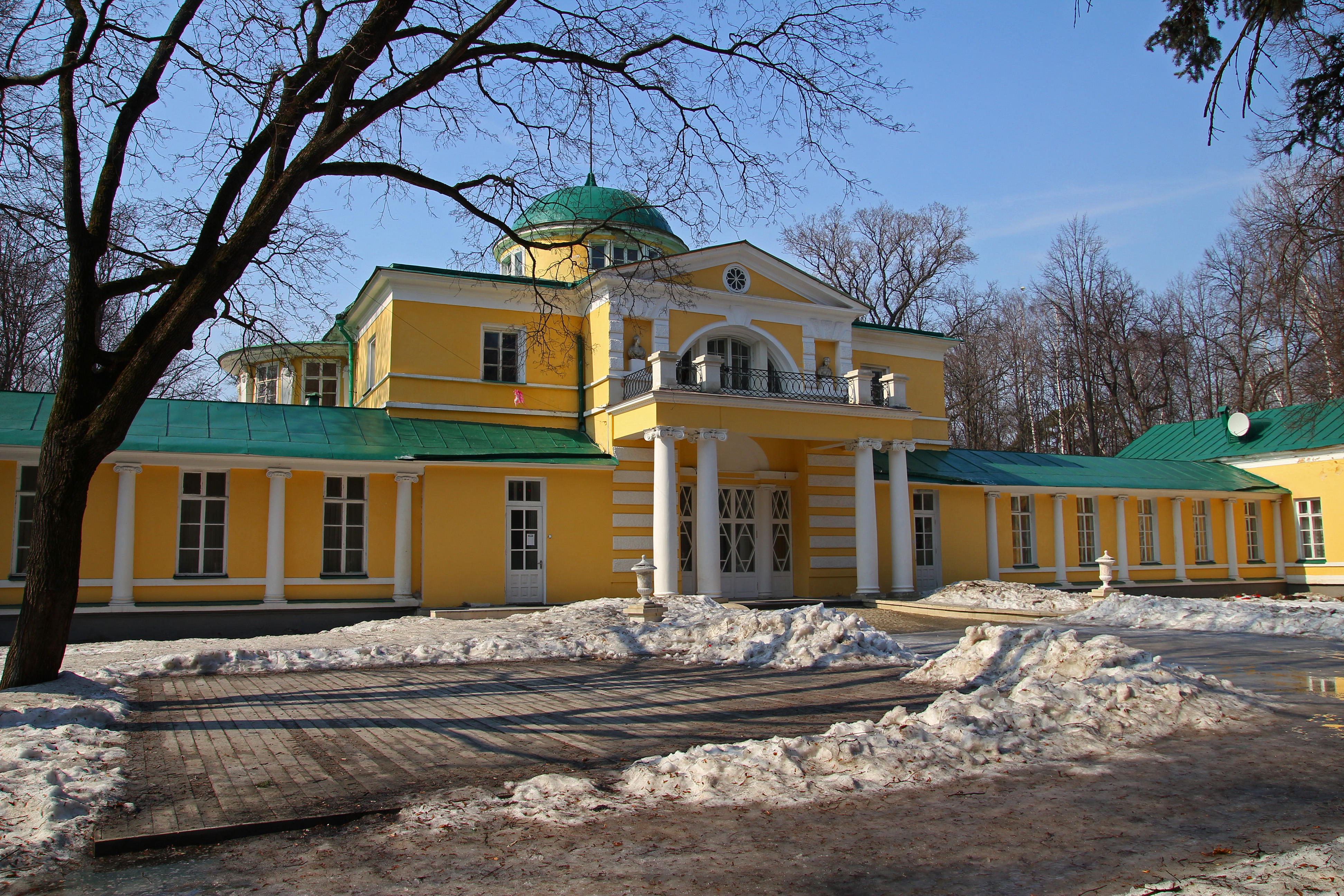
Le domaine de Bratsevo à Touchino en 2010

Le baron Stroganov demeura à la cour. Il confia l'éducation de son fils au futur jacobin Charles-Gilbert Romme.
Le 21 avril 1798, l'empereur Paul lui accorda le titre de comte de l'Empire russe et lui confia le poste de Président de l'Académie des Beaux-Arts et directeur de la Bibliothèque publique impériale (1800). Il succéda à Choiseul-Gouffier. Il fut chargé de diriger la construction de la cathédrale Notre-Dame de Kazan de Saint-Pétersbourg. En 1784, il fut nommé chef de la noblesse de Saint-Pétersbourg. Les dix dernières années de sa vie, le comte les consacra à la construction de Notre-Dame de Kazan.
Le comte Stroganov était également un grand mécène. Il accordait son soutien à d'innombrables artistes russes, comme le poète et traducteur de l'Iliade Piotr Petrovitch Gneditch (1855-1925), Letvisky, portraitiste, le compositeur Dmitri Stepanovitch Bortniansky (1751-1825), le sculpteur Ivan Martos (1734-1835), le fabuliste Ivan Andreevitch Krylov, le poète Gavrila Romanovitch Derjavine et tant d'autres artistes.
Au cours de ses différents séjours à l'étranger, il amassait des collections de peintures signées de la main de grands maîtres, des estampes, des pierres précieuses, des pièces de monnaie, des médailles (pour ces dernières plus de 60 000). Une fois par semaine, le comte ouvrait sa galerie afin de permettre aux visiteurs de venir admirer ses collections.

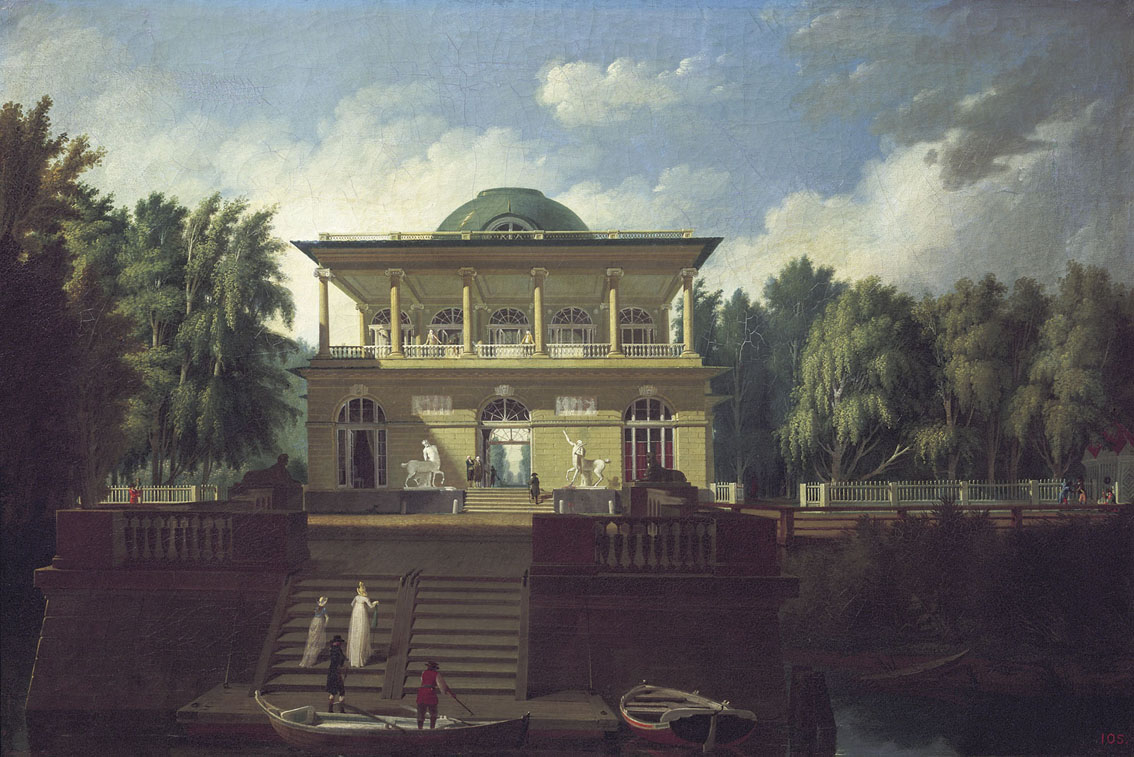
La datcha Stroganova, construite par l'architecte Voronikhine en 1797

En 1743, son père, le baron Sergueï Grigorievitch Stroganov acquit une maison, ses dépendances et un jardin face à l'île Kammeny (située entre la grande et la petite Nevka et la rivière Krestovka. En 1754, Sergueï Grigorievitch fit construire dans le parc, le pavillon Rinaldi, du nom de son architecte Antonio Rinaldi. Déjà en 1750, l'architecte italien pensait à améliorer l'étang. En son centre, il fit donc élever une statue de marbre représentant Neptune debout sur des hippocampes. À sa mort, son fils, le comte Alexandre Sergueïevitch, hérita de son domaine. En 1772, ce dernier élargit la propriété. Il acheta au comte Iakov Alexandrovitch Bruce (1732-1791) des étendues d'eau entourant une maison construite à l'embouchure de la Tchiornaïa Retchka (un des affluents de la Grande Néva), le Manoir Mandarovou. (aujourd'hui Datcha Saltykova), héritée par ses petites-filles, Elizaveta Pavlovna et Adélaïda Pavlovna (dite Aglaïa) épouses des princes Saltykov et Galitzine).
En 1795, le comte fit construire pour son fils Pavel Alexandrovitch et son épouse, trois pavillons sur la rive de la grande Néva. Deux petites constructions  agrémentées d'un étage, au centre, un bâtiment doté d'un balcon semi-circulaire et coiffé d'un petit dôme, il fut baptisé Datcha Stroganova. Initialement ce projet fut confié à l'architecte Fiodor Ivanovitch Demertsov. Ce dernier commença la construction, mais le bâtiment fini, il subit une modification partielle.
Sa personnalité lui permit de traverser différents règnes. Il n'appartint à aucun clan politique. Il sut s'attirer les faveurs des différents monarques qui se succédèrent. Ses contemporains le décrivirent comme un homme bienveillant y compris avec ses moujiks. Il fit de l'un de ses serfs, Andreï Voronikhine (1759-1854), un architecte de renom. Il finança la construction de la cathédrale Notre-Dame-de-Kazan de Saint-Pétersbourg.

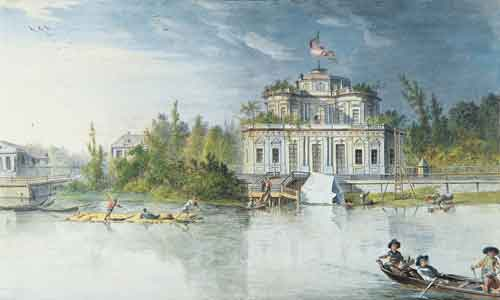
Le pavillon Rinaldi construit en 1754 par l'architecte italien Antonio Rinaldi, aquarelle sur papier de Jean-Baptiste de la Traverse (1790), album de la famille Stroganov.
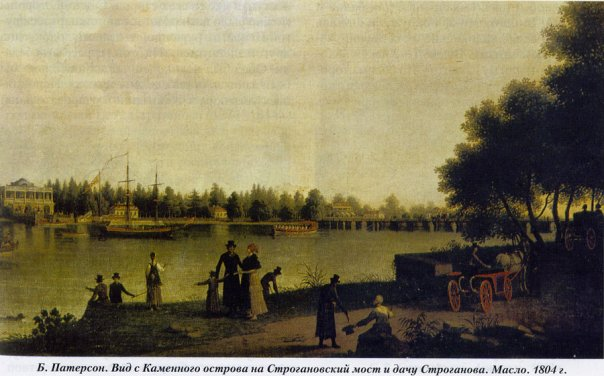
De l'île Kammeny, vue sur la datcha Stroganova, peinture à l'huile de B. Paterson (1804)
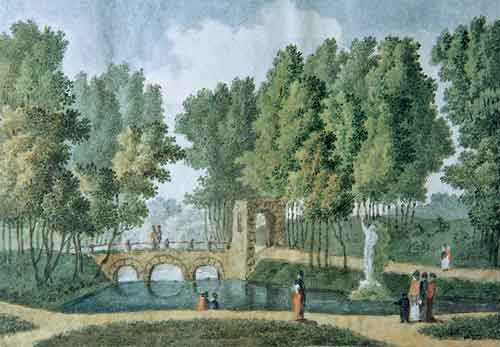
Vue de l'étang avec la statue de Neptune et le pont de pierre dans le parc Stroganov, aquarelle sur papier, œuvre d'E. Essakov (1812), tiré de l'album de Sergueï Stroganov.
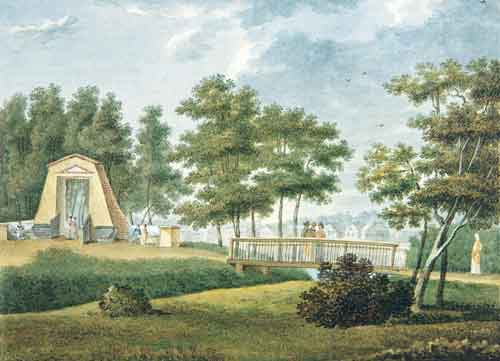
Vue de la porte égyptienne dans le parc Stroganov, aquarelle d'E. Essakov (1812) tiré de l'album de Sergueï Stroganov
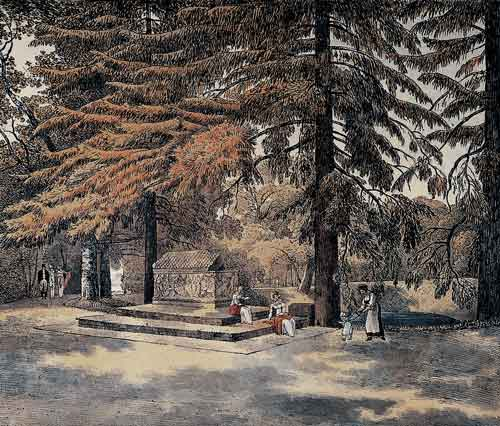
Vue du tombeau d'Achille dans le parc Stroganov. Aquarelle d'A. Martounov (1813) tiré de l'album de la famille Stroganov.
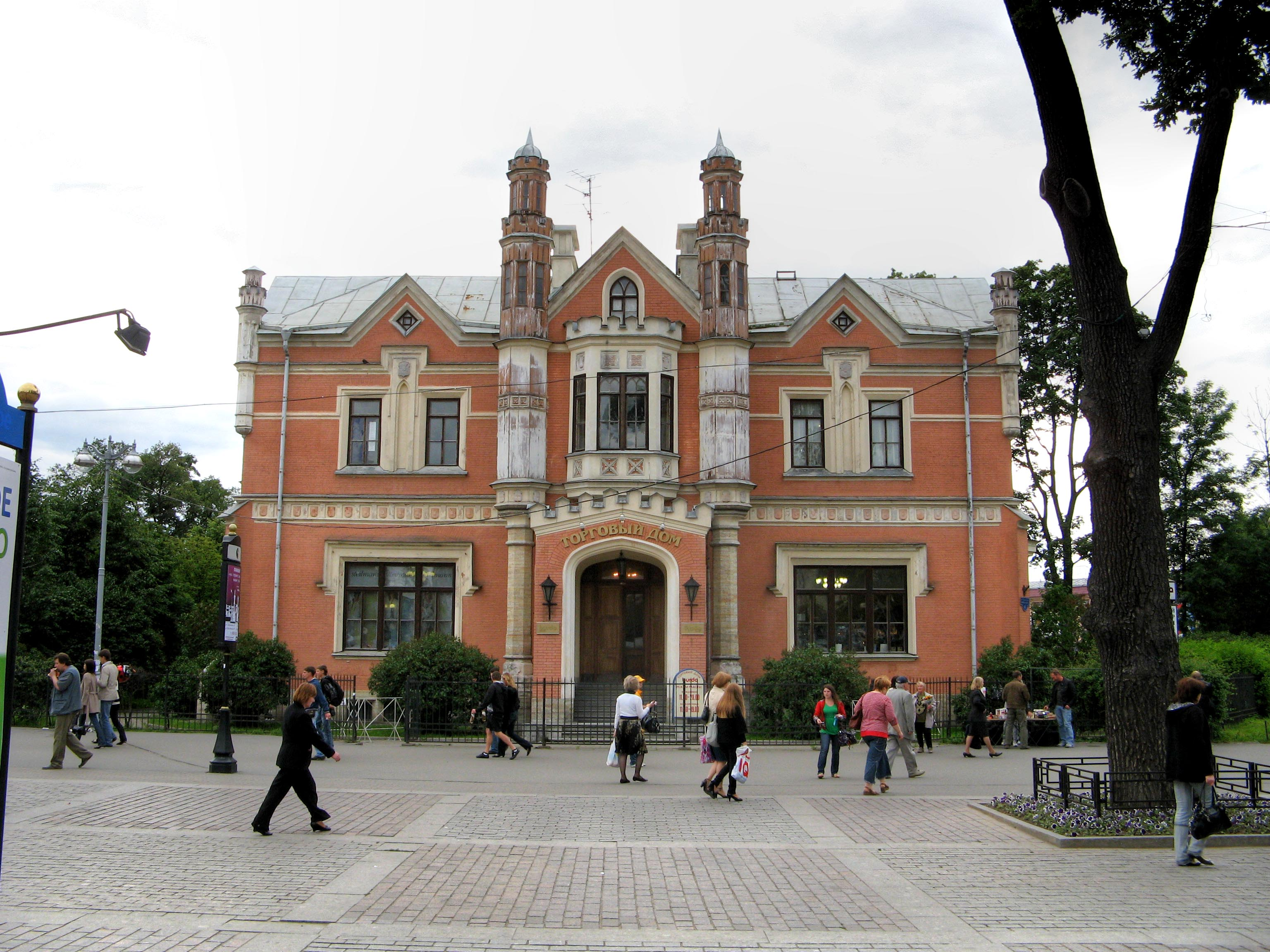
Datcha Saltykova

## Mort et inhumation
Le comte Alexandre Sergueïevitch Stroganov mourut le 27 septembre 1811 à Saint-Pétersbourg et fut inhumé au Cimetière Saint-Lazare du monastère Saint-Alexandre-Nevski de Saint-Pétersbourg.

## À savoir
En 1796, lors de la visite à Saint-Pétersbourg du roi de Suède Gustave IV, Alexandre Sergueïevitch Stroganov mit en place pour Sa Majesté l'Impératrice Catherine II, un jeu d'échecs vivant au palais Stroganov. L'échiquier se présentait ainsi : dans le parc, sur le gazon vert et jaune, les domestiques vêtus de vêtements de l'époque médiévale se déplaçaient suivant les règles du jeu d'échecs.